# マジックディスク
『マジックディスク』(Magic Disk)は、日本のロックバンド、ASIAN KUNG-FU GENERATIONの6thフルアルバム。2010年6月23日にキューンレコードから発売。

## 概要
前作『サーフ ブンガク カマクラ』以来1年7ヶ月ぶりのアルバムである。今作の発売は、後藤が自らの日記でフライング発表するという異例の発表の仕方であった。アルバムタイトル・収録曲は先行発表されたものの、発売日の発表は本人たちがラジオで公言するまで見送られた。発売に先行し、スペシャルサイト『マジックディスク』が開設された。
初回限定版は、ニューヨークでのレコーディング風景を収録したDVD付き。6面デジパック仕様で、ジャケットの絵は1周するように繋がっている。この絵の中には、メンバーの名前や、過去の作品名がところどころに書かれている。ディスクはAR仕様で、Webカメラを通じてスペシャルコンテンツが見ることができる。音楽作品にこの仕様を採用したのはamazarashiのミニアルバム『爆弾の作り方』（2010年）に続き、本作が2作目である。
ブラス、ストリングス、パーカッション、シンセなどの楽器がミックスされ、過去の楽曲と比較するとポップな楽曲に仕上がっている。後藤曰く、「このアルバムは、個人史的にはすごい、金字塔だと思う」「ソングライターとしては、曲を書きたいって思ってから15年くらい経ったけど、『あ、ようやくここまで来た』って初めて思った」とのこと。
なお、タイトルの英語表記は"Magic Disk"であり"Magic Disc"ではない。これは"Disc"だとCDのみを指すため、円盤全てを指すために"Disk"にしたからである。

## 楽曲について
新世紀のラブソング
後藤曰く「アルバムにしても、セットリストにしても、1曲目以外に置き場に困る」。
マジックディスク
今作のリードトラック。MV（監督：三木孝浩）には女優の日向千歩が出演しており、前述のWebカメラのシーンが一部登場する。
双子葉
タイトルは双子葉植物と、掛け声の「そうしよう」とのダブルミーニング。
迷子犬と雨のビート
今作の先行シングル。ゲストミュージシャンとしてBLACK BOTTOM BRASS BANDのKOO、YASSY、IGGY、MONKYを迎えている。ブラス・アレンジは藤本功一。
架空生物のブルース
喜多・山田曰く「シングル化されると思っていた曲」。弦一徹ストリングスを迎えたオーケストラ・アレンジが施されており、ピアノ演奏を倉田信雄、ストリングス・アレンジを藤本功一と門脇大輔が務める。。
ラストダンスは悲しみを乗せて
大森はじめ（東京スカパラダイスオーケストラ）が参加している。
マイクロフォン
タイトルは今でいう「マイク」を指し、「携帯電話」の事ではない。全編にわたってコーラスが取り入れられている。
ライジングサン
「RISING SUN ROCK FES.2010」に出演した際にはアンコールで演奏された。この時後藤は「出演が決まった時に『（この曲は）やるんでしょ？』と聞かれた」と言っていた。
ニューヨークのストラトスフィア・サウンドにてレコーディングされた。
イエス
この曲も前曲と同じく、ストラトスフィア・サウンドでレコーディングされた。後藤曰く「今までのASIAN KUNG-FU GENERATIONの手法に対する決別を歌った曲」。
橙
次曲との区切りをつけるため、曲が終わった後も長い無音状態がある。
　2020年に行われた「ASIAN KUNG-FU GENERATION Tour 2020 酔杯2 ～The Song of Apple～」のセットリスト投票にて第1位となり、公式+では喜多・山田によるリモートセッションが公開された。ツアー自体は新型コロナウイルスの影響で中止となったが、10月にKT Zepp Yokohamaにて行われたライブでは3日間のうち2日目にのみ披露された。
ソラニン
今作のエキストラトラック。理由は後藤曰く 「アルバムのテーマと世界が異なり、自分が作詞した曲ではないから」。「前までだったらアルバムにすら入れないと思う」とも語っていた。

## 収録曲
- 特記のない限り、全作詞・全作曲：後藤正文、全編曲：ASIAN KUNG-FU GENERATION

| #         | タイトル                                                                           | 作詞       | 作曲・編曲         | 時間  |
| --------- | ---------------------------------------------------------------------------------- | ---------- | ------------------ | ----- |
| 1.        | 「新世紀のラブソング」(LISMOオリジナルドラマ『就活戦線異状あり』主題歌)            | 後藤正文   | 後藤正文           | 5：14 |
| 2.        | 「マジックディスク」                                                               | 後藤正文   | 後藤正文           | 4：36 |
| 3.        | 「双子葉」(作曲：後藤正文、喜多建介)                                               | 後藤正文   | 後藤正文・喜多建介 | 3：58 |
| 4.        | 「さよならロストジェネレイション」                                                 | 後藤正文   | 後藤正文           | 5：19 |
| 5.        | 「迷子犬と雨のビート」(フジテレビ系アニメ『四畳半神話大系』オープニング曲)         | 後藤正文   | 後藤正文           | 4：56 |
| 6.        | 「青空と黒い猫」                                                                   | 後藤正文   | 後藤正文           | 4：38 |
| 7.        | 「架空生物のブルース」                                                             | 後藤正文   | 後藤正文           | 4：18 |
| 8.        | 「ラストダンスは悲しみを乗せて」                                                   | 後藤正文   | 後藤正文           | 3：41 |
| 9.        | 「マイクロフォン」                                                                 | 後藤正文   | 後藤正文           | 3：21 |
| 10.       | 「ライジングサン」                                                                 | 後藤正文   | 後藤正文           | 4：17 |
| 11.       | 「イエス」                                                                         | 後藤正文   | 後藤正文           | 3：16 |
| 12.       | 「橙」                                                                             | 後藤正文   | 後藤正文           | 4：13 |
| 13.       | 「ソラニン（extra track）」(作詞：浅野いにお、Asmik Ace配給映画『ソラニン』主題歌) | 浅野いにお | 後藤正文           | 4：32 |
| 合計時間: | 合計時間:                                                                          | 56:19      |                    |       |

## 演奏
- 後藤正文：Vocals, Guitar, Programming
- 喜多健介：Guitar, Vocals
- 山田貴洋：Bass, Vocals
- 伊地知潔：Drums
- 藤本功一：Horn Arrangement (#5), Basic Strings Arrangement (#7)
- BLACK BOTTOM HORNS (#5)
  - KOO：Trumpet
  - YASSY：Trombone
  - IGGY：Tenor Sax
  - MONKY：Alto Sax
- 倉田信夫：Piano (#7)
- 弦一徹ストリングス (#7)
- 門脇大輔：Violin, Strings Arrangement (#7)
  - 弦一徹、金子芳子、門脇大輔、永田真希：Violin
  - 森拓也、三木章子：Viola
  - 岩永知樹、森田香織：Cello
- 大森はじめ (東京スカパラダイスオーケストラ)：Percussion (#8)